# لويس أورتا
لويس أورتا (مواليد 22 أغسطس 1994) هو لاعب مصارعة هواة كوبي،فاز بالميدالية الذهبية في أولمبياد 2020.